# LSWR D15 class
LSWR D15 class — тип пассажирского паровоза с осевой формулой 2-2-0, разработанный для экспрессов Лондонской и Юго-Западной железной дороги главным инженером тяги Дугалдом Драммондом в 1911-м и выпущенный в 1912 году, последний паровоз Драммонда. К этому времени конструктор построил уже 5 типов экспресс-паровозов 2-3-0, которые все оказались неудачными, и он вернулся к схеме 2-2-0, в которой традиционно был успешен.

## Конструкция
Как обычно у Драммонда, паровоз имел короткую дымовую коробку. Котёл был конструктивно основан на котле, изготовленном в 1905 году для переделки паровоза T7 class № 720 (1897 года выпуска). Топка была удлинённой с наклонной колосниковой решёткой. Для того, чтобы низ топки не мешал задней оси, котёл пришлось поднять выше, чем обычно. Питательная вода, подогретая мятым паром, нагнеталась в котёл двумя пароводяными насосами, расположенными между спаренными колёсами.
Первоначально паровозы сцеплялись с промежуточного типа 4-осным тендером на двух тележках, несущим 4 тонны угля и 20,5 тонн воды, поскольку на дороге мало использовался забор воды на ходу. К 1923 году эти тендеры сменили на трёхосные ёмкостью 16 тонн воды от паровозов K10 и L11.
Наследник Драммонда Роберт Ури заменил пароперегреватели на истлейские, но их поверхность теплообмена была слишком мала, и после укрупнения железных дорог новый главный инженер тяги Южной дороги Ричард Манселл заменил их перегревателями собственной конструкции.
| Год  | Заказ | Количество | Номера  | Примечания |
| ---- | ----- | ---------- | ------- | ---------- |
| 1912 | D15   | 5          | 463-467 |            |
| 1912 | G15   | 5          | 468-472 |            |

## Служба
В отличие от предыдущих 2-3-0 Драммонда, D15 оказались превосходными локомотивами, и на линии в Борнмут машинисты отмечали их превосходство над 2-3-0 T14 class в экономичности по углю, воде и смазке. Также их было легче обслуживать. Тем не менее, Ури не стал заказывать новые паровозы D15, сосредоточившись на разработке 2-3-0.
Паровозы D15 на главном ходу работали с вокзала Ватерлоо и до электрификации были единственным локомотивом для портсмутских экспрессов до появления SR V class. До появления Light Pacific Буллида D15 обычно работали между Брайтоном и Плимутом.
Паровоз № 468 отличался от остальных расположением предохранительных клапанов над топкой и сухопарником конструкции Ури, аналогичным N15 class. С постройки № 463 был снабжён тифоном вместо свистка, который сохранился до Второй мировой войны.
В 1948 году все паровозы этого класса перешли к British Railways, но уже в начале 50-х годов их начали списывать, и поэтому ни один паровоз не сохранили.
| Год  | На начало года | Списано | Номера         | Примечания |
| ---- | -------------- | ------- | -------------- | ---------- |
| 1951 | 10             | 2       | 30463/69       |            |
| 1952 | 8              | 4       | 30466/68/70/72 |            |
| 1954 | 4              | 2       | 30464/71       |            |
| 1955 | 2              | 1       | 30467          |            |
| 1956 | 1              | 1       | 30465          |            |

## Происшествия
В августе 1949 года паровоз № 467 допустил проезд запрещающего сигнала на станции Сент-Денис (Гэмпшир) и был сброшен с пути на сбрасывающем остряке, таким образом было предотвращено серьёзное происшествие, потому что № 467 шёл не по своему пути.

## Окраска и нумерация
На LSWR паровозы D15 были окрашены в шалфеево-зелёную пассажирскую ливрею с фиолетовыми и коричневыми каёмками филёнок, чёрными и белыми полосами и золотистыми надписями LSWR на бортах тендера. Паровозы получили номера подряд в диапазоне 463—472.
После укрупнения железных дорог они были перекрашены в манселловскую более тёмную ливрею с жёлтой надписью Southern.
После национализации паровозы были в грузовой ливрее Южной дороги и получили букву S перед номером. Затем их перекрашивали в чёрную грузопассажирскую ливрею BR с красными и белыми полосами и эмблемой BR на тендере. Они были перенумерованы по стандарту в 30463—30472.